# Keith Murray (rappeur)
Pour les articles homonymes, voir Keith Murray.
Keith Murray, né le 29 mai 1974 à Central Islip, Long Island, New York, est un rappeur américain, membre du trio Def Squad avec Redman et Erick Sermon. Il publie son premier album, The Most Beautifullest Thing in This World, en 1994, au label Jive Records. Au long de sa carrière, il collabore avec d'autres rappeurs comme R. Kelly, Redman et Mary J. Blige.

## Biographie
Murray est né le 29 mai 1974 à Central Islip, Long Island, dans l'État de New York. Murray collabore initialement avec Big Daddy Kane sous le nom de MC Do Damage. Plus tard, il est présenté à Erick Sermon d'EPMD par K-Solo. Sermon fait participer Murray à son album No Pressure sur le single Hostile.  Le premier album de Murray, The Most Beautifullest Thing in This World, est publié le 8 novembre 1994 au label Jive Records qui atteint la 34e place du Billboard 200. Le titre homonyme de l'album est le plus gros succès de Murray. Murray continue dans sa lancée en participant à une publicité pour la marque Coca-Cola et sur les remixes des chansons Be Happy de Mary J. Blige, Can't You See de Total, et I Shot Ya de LL Cool J.
Le deuxième album de Murray, Enigma est publié le 26 novembre 1996 au label Jive. Comme pour le premier opus, l'album est bien accueilli par la presse spécialisée, mais n'atteint pas les ventes escomptées. Murray participe également au premier album The Coming de Busta Rhymes avec la chanson Flipmode Squad Meets Def Squad aux côtés de Redman et Jamal. En 1998, The Def Squad reprend la chanson Rapper's Delight du Sugarhill Gang. Ils publient ensuite leur album, El Niño. Le troisième album de Murray, It's a Beautiful Thing est publié le 19 janvier 1999. Murray participe également à la chanson Home Alone de R. Kelly.
Def Jam publie son album He's Keith Murray en 2003, qui contient le single Yeah, Yeah U Know It. La chanson fait participer les membres de Def Squad, Redman et Erick Sermon. Murray consacre la chanson Christina à sa sœur. La même année, Murray participe au jeu vidéo Def Jam Vendetta. Peu après, Murray est accusé d'avoir étranglé deux employés de Def Jam – bien qu'il ait avoué qu'aucune violence physique n'a été faite - et renvoyé du label. Il publie ensuite son cinquième album solo, Rap-Murr-Phobia (The Fear of Real Hip-Hop) le 31 juillet 2007, qui débute 52e du Billboard 200.

## Discographie

### Albums studio
- 1994 : The Most Beautifullest Thing in This World
- 1996 : Enigma
- 1999 : It's a Beautiful Thing
- 2003 : He's Keith Murray
- 2007 : Rap-Murr-Phobia (The Fear of Real Hip-Hop)
- 2008 : Intellectual Violence

### Albums collaboratifs
- 1998 : El Niño (avec Def Squad)
- 2000 : Def Squad Presents Erick Onasis (avec Def Squad)